# Дмитренко, Владислав Николаевич
Владисла́в Никола́евич Дмитре́нко (укр. Владислав Миколайович Дмитренко; 24 мая 2000) — украинский футболист, нападающий.

## Биография

### Ранние годы
Воспитанник ДЮСШ луцкой «Волыни». С 2014 по 2016 год провёл 41 матч и забил 31 гол в чемпионате ДЮФЛ.

### Клубная карьера
23 ноября 2015 года дебютировал за юниорскую (до 19 лет) команду лучан в поединке с запорожским «Металлургом». На тот момент ему было 15 лет. В молодёжной (до 21 года) команде впервые сыграл 23 июля следующего года в матче против днепровского «Днепра».
24 сентября 2016 года дебютировал в составе «Волыни» в Премьер-лиге в выездной игре против донецкого «Шахтёра», заменив на 75-й минуте Сергея Петрова. За отведённые 15 минут матча против лидера чемпионата Дмитренко успел заработать угловой. Таким образом Владислав в возрасте 16 лет и 123 дня стал на тот момент самым молодым дебютантом сезона 2016/17, самым молодым дебютантом со времён создания УПЛ и 10-м самым юным игроком в истории чемпионата Украины. Также Дмитренко стал первым игроком 2000 года рождения в чемпионате Украины.
3 сентября 2022 года открыл счёт голам в Премьер-лиге в игре против полтавской Ворсклы.

### Карьера в сборной
В начале марта 2016 года впервые был вызван в ряды юношеской сборной Украины до 16 лет, в составе которой уже в апреле сыграл на турнире развития УЕФА, а в мае того же года принимал участие в мемориале Виктора Банникова. В начале сентября 2016 года впервые был вызван в сборную 17-летних.

## Достижения
«Металлист 1925»
- Бронзовый призёр Первой лиги Украины: 2020/21

## Статистика
| Клуб   | Лига         | Сезон   | Чемпионат | Чемпионат | Кубок | Кубок | Дубль | Дубль |
| Клуб   | Лига         | Сезон   | Игры      | Голы      | Игры  | Голы  | Игры  | Голы  |
| ------ | ------------ | ------- | --------- | --------- | ----- | ----- | ----- | ----- |
| Волынь | Премьер-лига | 2016/17 | 1         | 0         |       |       | 9     | 1     |